# Castello di Heessen

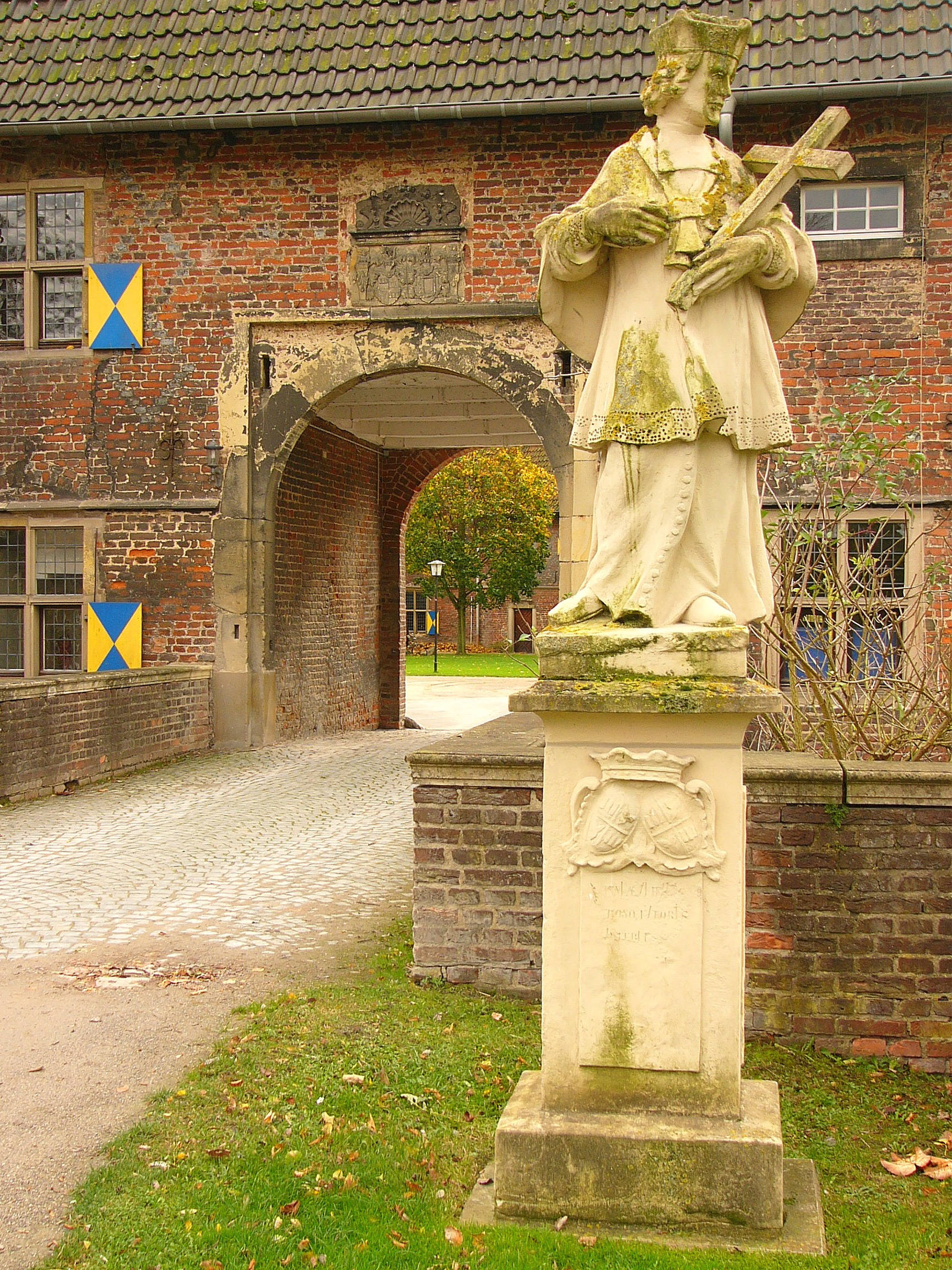
Scultura nei giardini del castello

Il castello di Heessen (in tedesco: Schloss Heessen) è un castello sull'acqua (Wasserschloss) della città tedesca di Hamm, nel Land Renania Settentrionale-Vestfalia (Germania nord-occidentale), situato nel distretto cittadino di Heeßen e costruito nella forma attuale tra la fine del XVIII secolo e gli inizi del XX secolo, ma le cui origini risalgono al XIV secolo. Fu a lungo la residenza della famiglia Von der Recke e dei signori di Boeselager Höllinghofen.
Ora è sede del Landschulheim Schloss Heessen.

## Descrizione
Il castello si trova lungo il corso del fiume Lippe al nr. 1 della Schlossstrasse
L'edificio attuale è costruito  in laterizio ed è in stile negotico
|  |

## Storia
La fortezza originaria fu fatta costruire da Agnes von Döring e da suo figlio, Dietrich IV negli anni cinquanta del XIV secolo. Di quell'epoca sono ancora visibili le fondamenta in legno di quercia.
In seguito il castello passò nelle mani della famiglia Von der Recke, i quali nel XV secolo rimodellarono la fortezza preesistente in un edificio in stile gotico Di quella costruzione, rimane ora soltanto l'ala occidentale.
.
Ulteriori modifiche furono apportate nel corso del XVI secolo.
Il castello rimase in possesso della famiglia Von der Recke per circa 300 anni, segnatamente fino al 1775, quando il castello fu ceduto da Anna Elisabeth von der Recke, che non aveva avuto figli, a Friedrich Joseph von Boeselager, nipote di sua zia Rosine
Von Boeselager fece apportare nuovamente grosse modifiche al castello, che tra il 1780 e il 1782 fu rimodellato in un edificio a quattro ali.
Il castello fu seriamente danneggiato nell'aprile del 1799, a causa delle gelate che fecero scendere le temperature a -30°.
|  |

Tra il 1905 e il 1907/1908, il castello fu rimodellato in stile neogotico dall'architetto Alfred Hensen  per volere del proprietario,  Dietrich von Boeselager.
Negli anni sessanta del XX secolo il castello divenne un istituto scolastico privato.